# Pomatias palmensis
Pomatias palmensis is een slakkensoort uit de familie van de Pomatiidae. De wetenschappelijke naam van de soort is voor het eerst geldig gepubliceerd in 1878 door Wollaston.